# PTTG1IP
PTTG1IP (англ. PTTG1 interacting protein) – білок, який кодується однойменним геном, розташованим у людей на короткому плечі 21-ї хромосоми. Довжина поліпептидного ланцюга білка становить 180 амінокислот, а молекулярна маса — 20 324.
| 10         |  | 20         |  | 30         |  | 40         |  | 50         |
| ---------- |  | ---------- |  | ---------- |  | ---------- |  | ---------- |
| MAPGVARGPT |  | PYWRLRLGGA |  | ALLLLLIPVA |  | AAQEPPGAAC |  | SQNTNKTCEE |
| CLKNVSCLWC |  | NTNKACLDYP |  | VTSVLPPASL |  | CKLSSARWGV |  | CWVNFEALII |
| TMSVVGGTLL |  | LGIAICCCCC |  | CRRKRSRKPD |  | RSEEKAMRER |  | EERRIRQEER |
| RAEMKTRHDE |  | IRKKYGLFKE |  | ENPYARFENN |  |            |  |            |

A: Аланін

C: Цистеїн

D: Аспарагінова кислота

E: Глутамінова кислота

F: Фенілаланін

G: Гліцин

H: Гістидин

I: Ізолейцин

K: Лізин

L: Лейцин

M: Метіонін

N: Аспарагін

P: Пролін

Q: Глутамін

R: Аргінін

S: Серин

T: Треонін

V: Валін

W: Триптофан

Кодований геном білок за функцією належить до фосфопротеїнів. 
Локалізований у цитоплазмі, ядрі, мембрані.